# Stig Anderson
Stig Erik Leopold Stikkan Anderson (Hova, Vestrogotia; 25 de enero de 1931-Estocolmo, 12 de septiembre de 1997) fue un músico y compositor sueco, famoso por ser el mánager del grupo ABBA.

## Biografía
Stig Anderson nació en 1931 en Hova, una pequeña ciudad sueca. A los 16 años escribió su primera canción.
En la década de 1960 se había convertido en un compositor, letrista y editor de éxito. Anderson adquiría los derechos de una canción de éxito extranjera y escribía él mismo la letra en sueco. Así se fundó un imperio del negocio musical, y Anderson se convirtió en uno de los letristas suecos más prolíficos.
Con su amigo Bengt Bernhag fundó el estudio de grabación Polar Music en 1963. Su primer contrato fue con el Hootenanny Singers, grupo del que Björn Ulvaeus formaba parte.
Anderson vio muy pronto el potencial de la pareja de compositores formada por Benny Andersson y Björn Ulvaeus. El dúo editó discos en Polar Music y, al poco tiempo, incorporó a sus prometidas, Agnetha Fältskog y Anni-Frid Lyngstad (Frida). Así quedó integrado el grupo ABBA. Anderson contribuyó con las letras de varias canciones de ABBA, y era especialmente hábil para idear títulos pegadizos. Sin embargo, su principal responsabilidad era actuar como mánager de ABBA. Después de ABBA - The Album (1977), dejó de escribir letras para el grupo y se concentró en los negocios.
Un obsesionado del trabajo, su vida mostró las evidencias de su esfuerzo. Durante los años 1990 su salud física se agravó considerablemente. El 12 de septiembre de 1997, Stig Anderson murió víctima de un ataque cardíaco a los 66 años
Sin embargo, su legado sigue vivo, sobre todo a través del Polar Music Prize, que él fundó y que se concedió por primera vez en 1992. En 2007 se publicó un doble CD titulado Text: Stikkan Anderson ("Letras: Stig Anderson"), con canciones para las que escribió las letras, fue publicado en Suecia.